# 다카르 랠리
다카르 랠리(영어: Dakar Rally, 프랑스어: Le Rallye Dakar ou Le Dakar)는 아모리 스포츠 조직이 주관하는 랠리 레이드 자동차 경주 대회이다. 1978년 프랑스 파리에서 출발하여 세네갈 다카르에 도착하는 경로로 처음 열렸으며, 파리-다카르 랠리(영어: Paris–Dakar Rally, 프랑스어: Le Rallye Paris-Dakar)라는 이름으로도 불렸다. 모리타니에서의 안전 문제로 2008년 대회가 취소되었으며 2009년부터 2019년까지 남아메리카 대륙에서 열렸다. 2020년부터 사우디아라비아로 개최지를 변경하여 열리고 있다.